# Бахаев, Алексей Михайлович
Алексей Михайлович Бахаев (1906, село Двуречки Липецкого уезда Воронежской губернии, теперь Липецкой области, Российская Федерация — 17 апреля 1967) — советский деятель, председатель исполнительного комитета Сталинского городского совета депутатов трудящихся Сталинской области.

## Биография
Член ВКП(б) с 1928 года.
С ноября 1941 года — в Красной армии, участник Великой Отечественной войны с января 1942 года. Служил ответственным секретарем партийного бюро 178-го кавалерийского полка 60-й кавалерийской дивизии 5-го кавалерийского корпуса Южного фронта, офицером оперативной группы Политического управления Южного и Кавказского фронтов, а в 1945 году — заместителем командира по политической части 24-й запасной стрелковой дивизии Туркестанского военного округа.
Затем находился на партийной работе.
К 1953 года — 1-й секретарь Куйбышевского районного комитета КП(б)У города Сталино Сталинской области.
В марте 1953 — марте 1961 г.  — председатель исполнительного комитета Сталинского городского совета депутатов трудящихся Сталинской области.

## Звание
- старший политрук
- подполковник

## Награды и отличия
- орден Красной Звезды (20.04.1942)
- ордена
- медаль «За оборону Кавказа» (28.12.1944)
- медаль «За победу над Германией в Великой Отечественной войне 1941-1945 годов» (17.09.1945)
- медали